# Tengo un libro en las manos
Tengo un libro en las manos fue un programa de televisión, emitido por Televisión Española entre 1959 y 1966, y considerado el primer espacio de carácter cultural en la historia de la televisión en España.

## Formato
De media hora de duración, el programa comenzaba con una breve disertación por parte del Catedrático de Teoría Política de la Universidad Complutense de Madrid Luis de Sosa sobre una obra de literatura española o universal. Seguidamente, se escenificaba con actores un fragmento de la pieza.

## Listado de episodios (parcial)
| - El fin de las esperanzas - 25 junio 1963 - María Luisa Amado - José Blanch - José María Escuer - Manuel Torremocha - Paco Valladares - La muerte del héroe - 23 de julio de 1963 - Enriqueta Carballeira - Jesús Puente - María Luisa Rubio - Fernando Santos - Manuel Torremocha - Victoria - 4 de febrero de 1964 - Ignacio de Paúl - Julio Goróstegui - Paco Morán - Pedro Sempson - Luis Varela - Pena de muerte - 3 de marzo de 1964 - Valeriano Andrés - Modesto Blanch - Lola Gaos - Mary González - Pablo Sanz - Fernando Sánchez Polack - Vidas paralelas - 17 de marzo de 1964 - Ana María Morales - Paco Morán - Fernando Sánchez Polack - Manuel Torremocha - Asunción Villamil - Rosa Álvarez - El libro de El Escorial - 28 de abril de 1964 - José Bódalo - Irán Eory - José María Escuer - Mary González - Julio Goróstegui - Pedro Sempson - Manuel Soriano - José Torremocha - Don Carlos - 12 de mayo de 1964 - José Bódalo - Irán Eory - Alfonso Gallardo - Emilio Gutiérrez Caba - Félix Navarro - Rosita Yarza - Hubo un autor llamado William - 26 de mayo de 1964 - Mercedes Barranco - José María Escuer - Guillermo Marín - Mari Carmen Prendes - Francisco de Quevedo - 23 de junio de 1964 - José Blanch - Modesto Blanch - Vicente Haro - Pablo Sanz - Manuel Soriano - Hueste y campaña - 1 de septiembre de 1964 - Paco Morán - Manuel Torremocha - José María Escuer - Juan Ramón Torremocha - Pedro Sempson - Modesto Blanch - Alfonso Gallardo | - El hombre y el miedo - 12 de noviembre de 1964 - Tomás Blanco - Maite Blasco - Carlos Larrañaga - Paco Morán - Juan Ramón Torremocha - Rosita Yarza - Eran Cinco - 28 de septiembre de 1965 - José Blanch - Estanis González - Mary González - Julio Goróstegui - Juan José Otegui - Tina Sáinz - Justicia que manda el rey - 7 de julio de 1966 - Jaime Blanch - Modesto Blanch - José María Escuer - Luis García Ortega - Mercedes Prendes - La mujer y el puente - 14 de julio de 1966 - Modesto Blanch - Gemma Cuervo - Mary González - Carlos Lemos - Pedro Sempson - El acueducto - 4 de agosto de 1966 - María José Goyanes - Emilio Gutiérrez Caba - El espadín - 11 de agosto de 1966 - Mercedes Barranco - Concha Cuetos - Valentín Tornos - El caballero de Gracia - 18 de agosto de 1966 - Lola Cardona - Conchita Goyanes - José Luis Pellicena - El Grial - 25 de agosto de 1966 - Jaime Blanch - Arturo López - Joaquín Pamplona - El abencerraje y la bella Jarifa - 1 de septiembre de 1966 - María José Alfonso - Modesto Blanch - Emilio Gutiérrez Caba - Pedro Sempson - Don Juan - 8 de septiembre de 1966 - Jaime Blanch - Modesto Blanch - Gemma Cuervo - Pablo Sanz - Pedro Sempson - Santes Creus - 15 de septiembre de 1966 - José Blanch - Modesto Blanch - Jesús Puente - Víctor Valverde - Anna Manara - 22 de septiembre de 1966 - José Blanch - Mary González - El akelarre - 29 de septiembre de 1966 - Jaime Blanch - Modesto Blanch - Lola Cardona - Mary González |

## Premios
- Premio Ondas (1960).